# Janov nad Nisou
Pour les articles homonymes, voir Janov.
Janov nad Nisou (jusqu'en 1947 : Honsberk ; en allemand : Johannesberg) est une commune du district de Jablonec nad Nisou, dans la région de Liberec, en Tchéquie. Sa population s'élevait à 1 475 habitants en 2021.

## Géographie
Janov nad Nisou est arrosée par la Neisse, et se trouve à 6 km au nord de Jablonec nad Nisou, à 9 km à l'est de Liberec et à 94 km au nord-est de Prague.

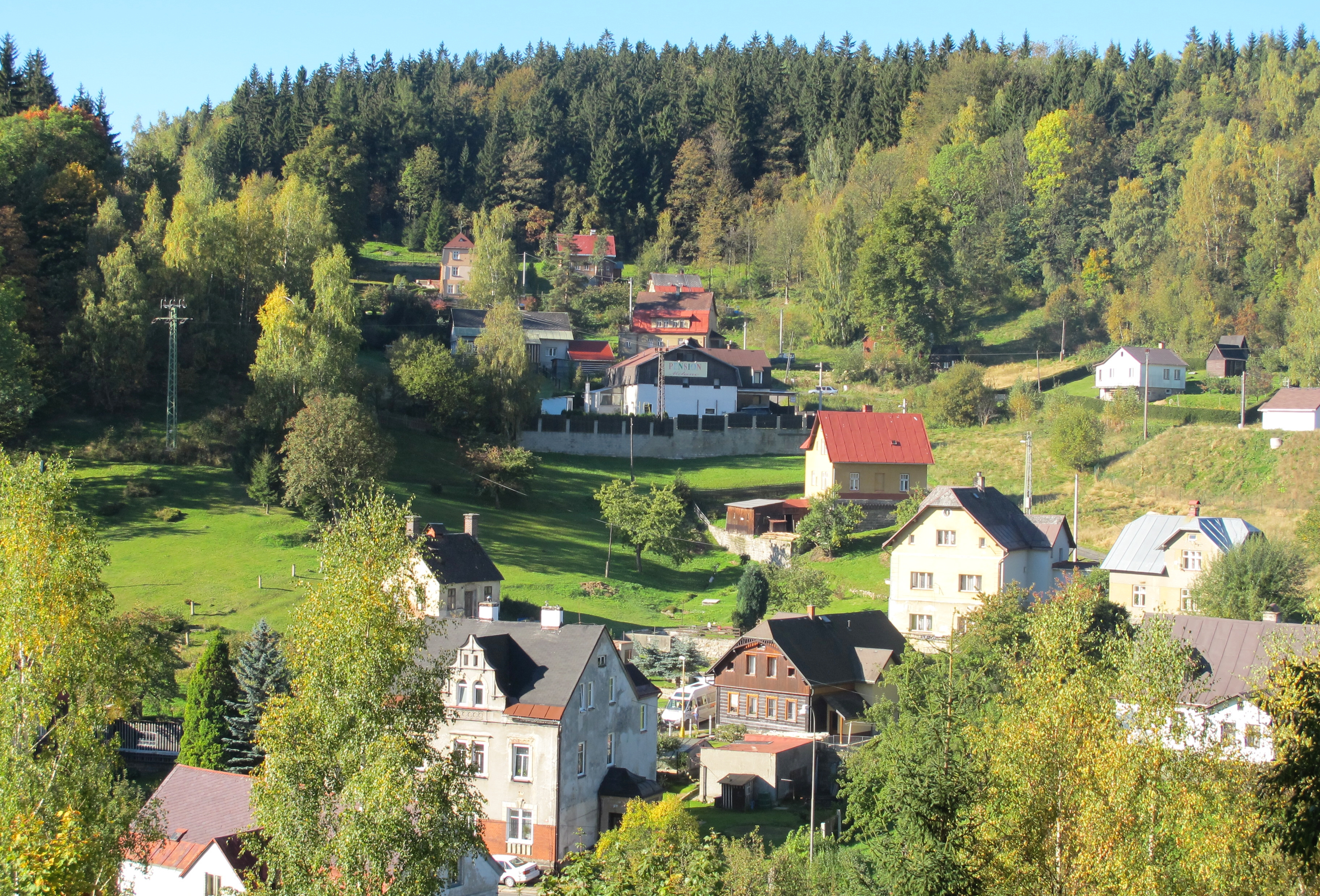
Janov nad Nisou en 2011.

La commune est limitée par Bedřichov au nord, par Josefův Důl au nord-est, par Lučany nad Nisou à l'est, par Jablonec nad Nisou au sud, et par Liberec à l'ouest.

## Histoire
La première mention écrite du village date de 1645.

## Adminidtration
La commune se compose de quatre quartiers :
- Janov nad Nisou
- Hrabětice
- Hraničná
- Loučná nad Nisou

## Galerie

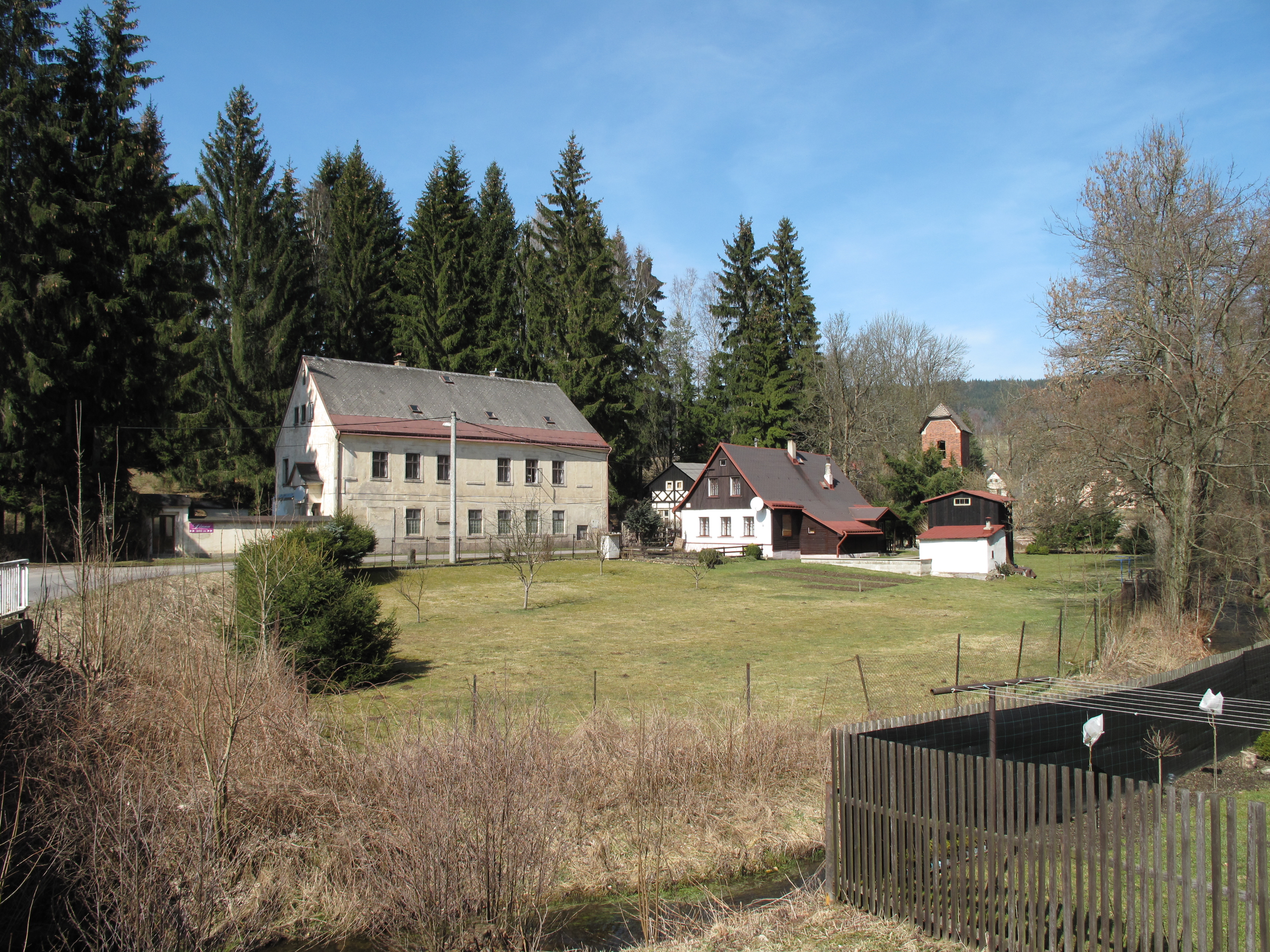
Hraničná.
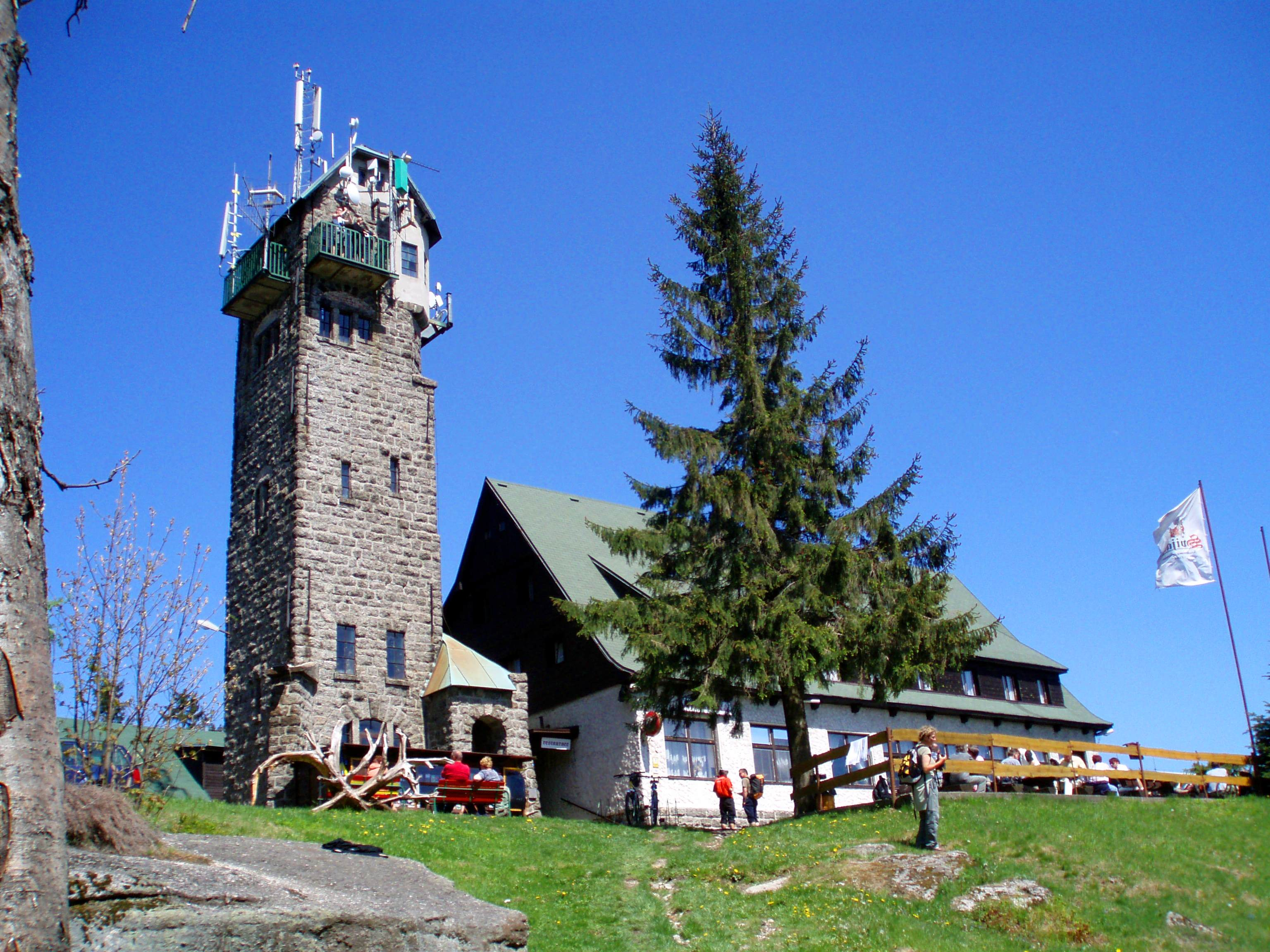
Královka.

## Transports
Par la route, Janov nad Nisou se trouve à 13 km de Liberec, à 33 km de Semily et à 115 km de Prague.